# کموتینی
شهر عمدتاً ترک‌نشین کموتینی (به ترکی استانبولی: Gümülcine) در استان مقدونیه شرقی و تراکیه در کشور یونان واقع شده‌است که دارای جمعیت ۴۶٬۸۴۷ نفر می‌باشد.